# Vkousno i totchka
Vkousno i totchka (russe : Вкусно — и точка, traduisible par « Délicieux, point barre »), anciennement branche russe de McDonald's (russe : Макдоналдс), est une chaîne de restauration rapide russe.

## Histoire
À la suite de l'invasion de l'Ukraine par la Russie, McDonald's en Russie suspend ses activités dans le pays le 14 mars 2022. Le 16 mai, l'entreprise annonce quitter le marché russe. L'homme d'affaires Aleksandr Govor devient le nouveau propriétaire de la franchise ; le changement de marque est engagé. Le nouveau logotype est présenté le 9 juin. La nouvelle chaîne marque enfin son début avec l'ouverture de ses 15 premiers restaurants le 12 juin.
La marque prévoit la réouverture de 50 à 100 points de vente par semaine ; McDonald's en Russie a quant à lui autrefois développé un réseau de 850 points de vente.
Début juillet 2022, l'enseigne fait face à une pénurie de frites. La saison 2021 a été mauvaise pour la récolte de pommes de terre en Russie. À cause des sanctions occidentales, la Russie ne peut pas importer de pommes de terre. Il faut donc attendre la prochaine récolte qui aura lieu en septembre 2022 pour que l'enseigne Vkousno i totchka puisse de nouveau proposer des frites dans ses menus.
En novembre 2022, « Vkousno i totchka » confirme racheter les 20 restaurants Mc Donald’s présents en Biélorussie dans les prochaines semaines.

## Identité visuelle

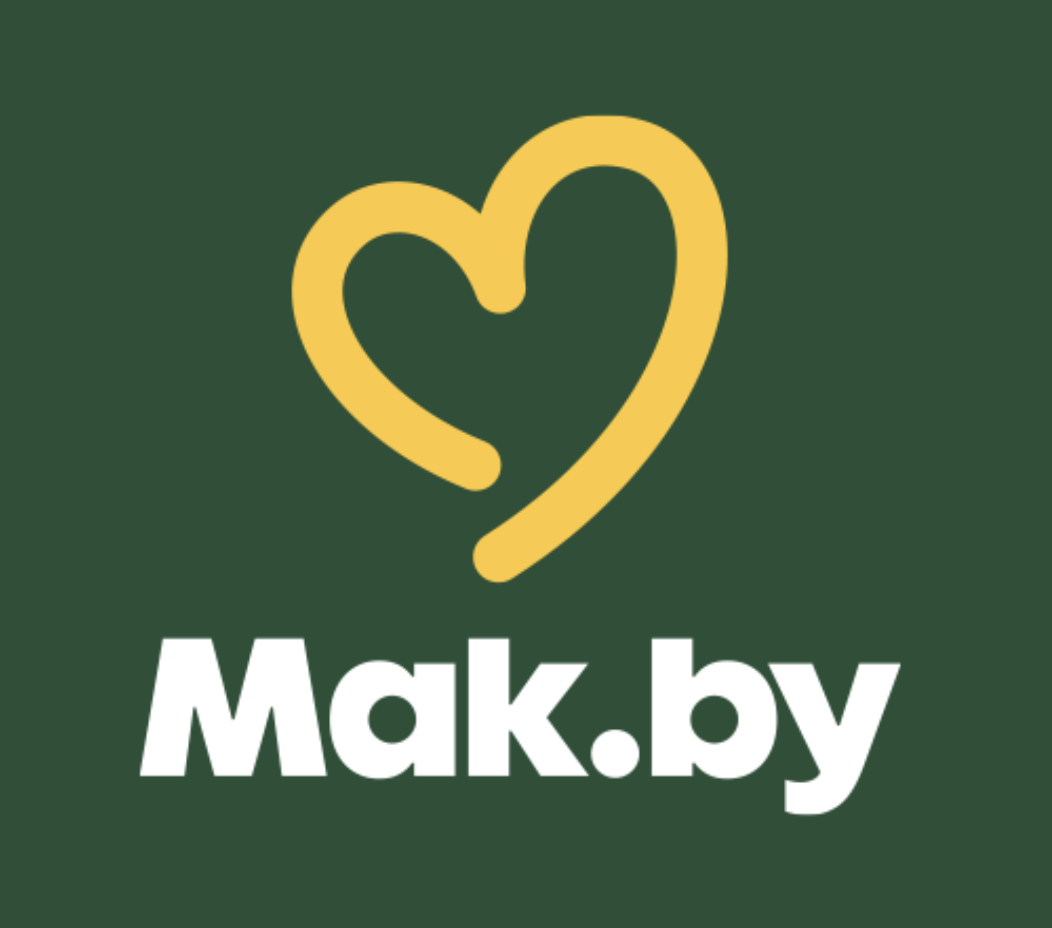
Logo au Bélarus
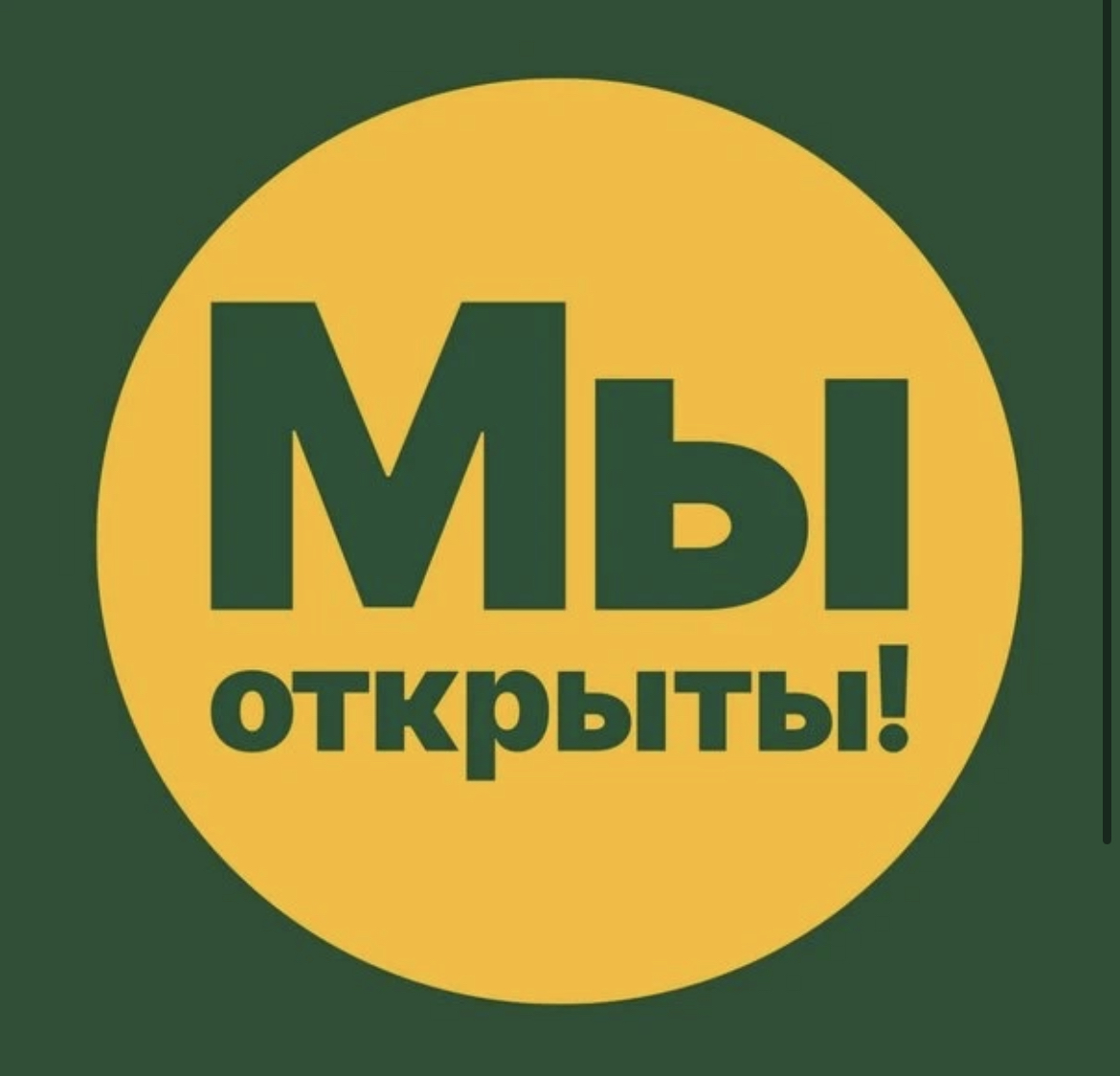
Logo au Kazakhstan
Logo en Russie